# ソロモン・ゴロム
ソロモン・ウォルフ・ゴロム（英: Solomon Wolf Golomb、1932年5月30日 - 2016年5月1日 ）は、アメリカ合衆国の数学者にして工学者であり、南カリフォルニア大学電気工学教授であった。専門は、組み合わせ数学、数論、符号理論、通信など。メリーランド州ボルチモア生まれ。

## 経歴
ボルチモアの高校を卒業後、ジョンズ・ホプキンス大学で学士号、ハーバード大学で修士号と博士号を取得。1957年の博士論文のテーマは "Problems in the Distribution of the Prime Numbers"（素数の分布の問題）。
Glenn L. Martin Co. に勤務していた頃、通信理論に興味を持つようになり、線形帰還シフトレジスタを研究し始めた。フルブライト・プログラムでオスロ大学で学んだ後、カリフォルニア工科大学のジェット推進研究所に勤務。軍事用と宇宙での通信について研究した。1963年、南カリフォルニア大学の講師として採用され、1965年に教授になった。

## 業績
彼の名を冠したゴロム定規は、類似するコスタス配列と共に天文学（電波望遠鏡）や暗号化で使われている。
M系列乱数の先駆的研究でも知られている。エントロピー符号の一種であるゴロム符号も考案した。
また、彼はポリオミノというパズルの考案者として知られ、ポリオミノはテトリスを発想させる元になった。

## パズル
IEEEの Information Society Newsletter にパズルに関するコラムを連載している。また、サイエンティフィック・アメリカン誌の「数学ゲーム」にもたびたび寄稿していた。特に Rep-tiles が知られている（自己複製型充填）。他に出身大学の出版する月刊誌 Johns Hopkins Magazine にも "Golomb's Gambits" というパズルに関する連載を行っている。

## IQ
ゴロムは、『オムニ』誌で紹介されたロナルド・K・ホーフリンのメガIQテストを高名な教授としては比較的初期に受けた。結果は 176 であり、100万人に1人の能力とされている。

## 主な著書
- Signal Design for Good Correlation (ISBN 0-521-82104-5)
- Polyominoes, Princeton University Press; 2nd edition 1996, ISBN 0-691-02444-8
  - 箱詰めパズル　ポリオミノの宇宙、日本評論社、2014年、川辺治之訳、ISBN 978-4-535-78695-0
- Shift Register Sequences, San Francisco, Holden-Day, 1967. ISBN 0894120484

## 受賞歴
- 1985年 クロード・E・シャノン賞（IEEE）
- 2000年 ハミングメダル（IEEE） 情報理論および符号理論と情報システムへの貢献
- 2011年 アメリカ国家科学賞
- 2016年 ベンジャミン・フランクリン・メダル

1992年、アメリカ国家安全保障局から長年の貢献に対して表彰された。ロシア科学アカデミーやロシア自然科学アカデミーからもメダルを授与されている。